# Viața Socială
Viața Socială a fost o revistă literară apărută la 1 februarie 1910 și condusă de Nicolae Cocea.